# Notidanodon
Genre
Notidanodon est un genre fossile de requins appartenant à la famille des Hexanchidae. Il a vécu du Crétacé au Paléocène (136,4–55,8 millions d’années).

## Liste d'espèces
- † Notidanodon antarcti (Grande & Chatterjee, 1987)
- † Notidanodon brotzeni (Siverson, 1995)
- † Notidanodon dentatus (Woodward, 1886)
- † Notidanodon lanceolatus (Woodward, 1886)
- † Notidanodon loozi (Vincent, 1876)
- † Notidanodon pectinatus (Agassiz, 1843)

## Taxonomie
Paleobiology Database indique que les auteurs de ce genre sont Jordan et Hannibal (d) en 1923 toutefois sans préciser leur source. Reste à noter que Jordan et Hannibal sont bien les auteurs d'un genre à la graphie similaire, Notidanion, appartenant lui aussi à la famille des Hexanchidae.
En revanche, Cappetta mentionne bien le fait qu'il crée un nouveau genre, qu'il baptise Notidanodon, en précisant que celui-ci se différencie des genres Hexanchus, Heptranchias et Notorhynchus par des dents présentant « à la base du tranchant antérieur du cône principal, de trois à quatre denticules bien individualisés, aussi importants que les derniers cônes accessoires du côté distal ». Il choisit comme espèce-type Notidanus pectinatus (Agassiz, 1843).

## Publication originale
- Henri Cappetta, « Sélaciens et Holocéphale du Gargasien de la région de Gargas (Vaucluse) », Géologie méditerranéenne, vol. 2, no 3,‎ 1975, p. 115-134 (ISSN 2613-2729 et 0397-2844, lire en ligne).